# سیارک ۱۱۷۱۶
سیارک ۱۱۷۱۶ (به انگلیسی: 11716 Amahartman، نامگذاری:1998HY79) یازده هزار و هفتصد و شانزدهمین سیارک کشف شده‌است که در ۲۱ آوریل ۱۹۹۸ کشف شد.
قدر مطلق سیارک برابر ۱۵٫۵ است.